# Erechim
Erechim város Brazíliában, Río Grande del Sur államban. Lakosainak száma 105 705 fő (2022). Erechim Aratiba, Barão de Cotegipe, Paulo Bento, Gaurama, Áurea, Erebango, Quatro Irmãos, Getúlio Vargas, Rio Grande do Sul és Três Arroios községekkel határos.

## Népesség
A település népességének változása:
| Lakosok száma | 90 347 | 96 087 | 106 633 | 107 368 | 105 705 |
|               | 2000   | 2010   | 2020    | 2021    | 2022    |